# 민둥어 위키백과

민둥어 위키백과(Mindong Wikipedia)는 민둥어로 구성된 위키백과이며, 2006년 9월 30일부터 서비스가 시작되었다.
현재 등록된 문서는 약 229개의 문서가 수록되어 있다.
기호는 cdo이다.

## 같이 보기
- 중국어 위키백과